# Winsted (Connecticut)
Winsted város az USA Connecticut államában. Lakosainak száma 7192 fő (2020. április 1.).

## Népesség
A település népességének változása:
| Lakosok száma | 7321 | 7712 | 7192 |
|               | 2000 | 2010 | 2020 |